# مرصد بركان
مرصد بركان (بالإنجليزية: Vulcano observatory) هو مرصد تنشئه هيائات حكومية بغرض مراقبة نشاط براكين. ومن ضمن ما تقوم به من قياسات، تقوم تلك المراصد بتسجيل زمني لحدوث نشاط بركاني، ومكانه وتحليل القياسات التي يحصل عليها بواسطة أجهزة رقابة Monitoring ، وجدولة درجات خطر وتحليلات لدرجات الخطورة واحتمال تهديدها للسكان والبيئة. يقوم المرصد أيضا بوضع خرائط لمناطق الخطر، ووضع توجيهات للجهات الحكومية بغرض حماية السكان.

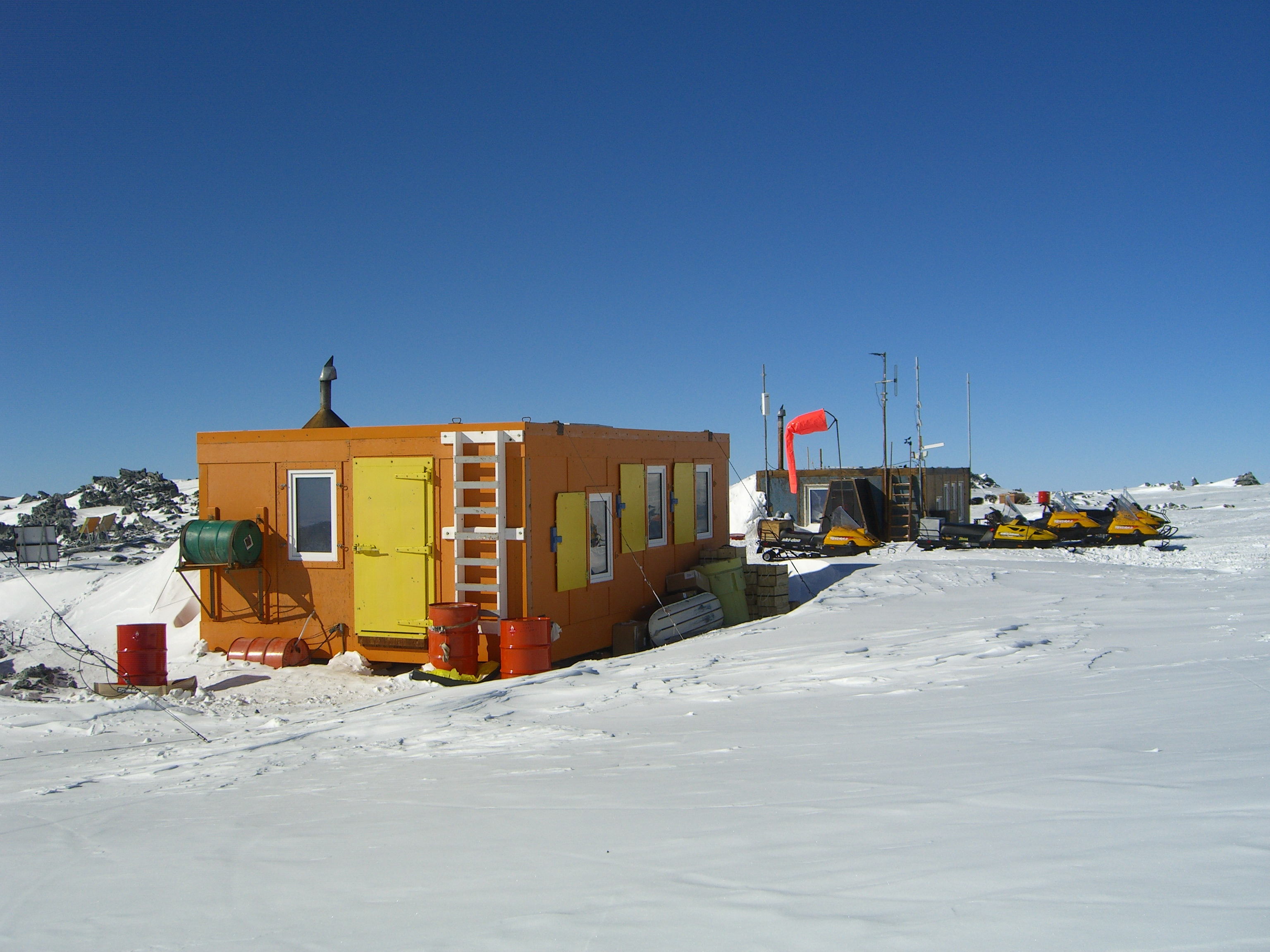
مرصد بركان مونت إيريبوس.

## بعض المراصد الشهيرة للبراكين

مناطق سيل الابه المصاحبة للنشاطات البركانية على جزيرة "ريونيون" الفرنسية ببحر الكاريبيك بين عامي 1972 و 2000.

- أنشئ أول مرصد للبراكين عام 1854 في إيطاليا على بركان فيزوف بالقرب من نابولي.
- وكان انفجار بركان مونت بيليه على جزر المارتينيك سببا لإنشاء مرصد بهذا الاسم Observatoire Volcanologique de la Montagne Pelée قام به العلماء الجيولوجيون «فرانك بيريه» و«ألبرت برون» و«ألفريد لاكروا».
- مرصد بركان هاواي Hawaiian Volcano Observatory وأنشأه «توماس ياجار».
- كان انفجار بركان سانت هيلين في ولاية واشنطن بالولايات المتحدة سببا في أنشاء مرصد هناك عام 1881. * ثلاثة مراصد تقوم بمراقبة مجموعة كبيرة من البراكين وهي:
  - في الولايات المتحدة: مرصد بركان ألاسكا،
  - مرصد بركان جنوب الأنديز، في شيلي،
  - مرصد الزلازل في تريننداد وتوباجو، بجزر الهند الغربية.
- وفي إيسلندا أنشئ معهد الأحوال الجوية Meteorologic Institute of Island ، ويختص في نفس الوقت برصد النشاط البراكاني على الجزيرة بالتعاون من معهد الجيولوجيا التابع لجامعة إيسلاندا.
- مرصد «بيتون دي لا فورنيز» الفرنسي وأنشأته فرنسا على الجزر النابعة لها المسماة «ريونيون» في الكاريبيك.

## وسائل الرصد
من أجهزة مراقبة النشاط البركاني أجهزة تسجيل الزلازل وأجهزة قياس الميل والقياسات الجيولوجية، وأجهزة الرادار والترمومترات، وأجهزة تحليل الغازات. بالإضافة إلى ذلك يجرى الحفر باسطوانات للحصول على عينات من طبقات الأرض السفلى، وقياس التوزيع الحراري على السطح بواسطة أجهزة قياس الأشعة تحت الحمراء.
في نفس الوقت تساعد المراقبة بالأقمار الصناعية وطرق الاستشعار عن بعد. وقد أقام الاتحاد الأوروبي بإنشاء مشروع GEOWARN لتوفير الاتصلات وتوزيع البيانات بين الدول الأعضاء. ويساهم هذا المشروع في اتخاذ الاحطياطات وسبل المعالجة في حالة الكوارث.
وعلى الصعيد الدولي فيجرى اهتمام لتمكين تبادل سريع للمعلومات بين الدول.

## البحث العلمي
بالإضافة بأعمال الرصد تقوم المراصد ببرامج للبحث العلمي المتعلق بالنشاط البركاني، وهي تتعاون مع المعاهد المتخصصة في الجامعات ومه الهيئات الحكومية (ومثلا في الولايات المتحدة الأمريكية تتعاون المراصد مع مراكز المسح الجيولوجي US Geological Survey centers و NOAA ، وكذلك مع بعض الهيئات الصناعية والهيئات الأهلية الغير حكومية. وتهتم تلك البحوث بتحليل مباشر للبيانات المقاسة وبيانات النشاط البركاني، بغرض التوصل إلى نماذج تساعد على تفهم تلك الظواهر من الوجهة النظرية، ودراسة نماذج محاكاة بالحاسوب ونماذج معملية لتمثيل أنظمة البراكين.
تكاد أن يكون هناك اتصال لجميع المراصد البركانية عن طريق الهيئة الدولية للمراصد البركانية WOVO. وكان أول مرصد بركان أنشئ هو مرصد بركان فيزوف Osservatorio Vesuviano الذي أنشئ عام 1841 في نابولي، وهو الآن أحد أعضاء الوكالة الإيطالية INGV.

## اقرأ أيضا
- بركان
- انفجار بركاني
- انبثاق بركاني
- بركان طبقي
- بركان درعي
- بركان تصدعي
- صهارة
- لابة
- غبار بركاني
- لوافظ آيسلندا
- بركان كليفلاند ألاسكا